# Fusi orari dell'Europa
| Azzurro | Western European Time (UTC+0)                                      |
| Blu     | Western European Time (UTC+0) Western European Summer Time (UTC+1) |
| Rosso   | Central European Time (UTC+1) Central European Summer Time (UTC+2) |
| Giallo  | Ora di Kaliningrad (UTC+2).                                        |
| Ocra    | Eastern European Time (UTC+2) Eastern European Summer Time (UTC+3) |
| Verde   | Ora di Mosca (UTC+3)                                               |

I fusi orari in Europa sono determinati in parte dalle singole legislazioni nazionali ed in parte dall'Unione europea.

## Norme
Come riconosciuto dalle autorità comunitarie, la determinazione del fuso orario di appartenenza di ogni Stato europeo è determinata dai singoli parlamenti nazionali. La situazione del continente, con l'esclusione quindi dei territori d'oltremare, ad oggi, prevede, con riferimento all'orario invernale, tre fasce temporali:
- Western European Time, corrispondente al GMT, usato da 3 stati;
- Central European Time, un'ora più avanti, usato da 17 stati;
- Eastern European Time, due ore più avanti, usato da 8 stati.

Come accennato, questi fusi hanno un meccanismo di doppio orario dovuto all'uso estivo della (singola) ora legale.
Questo porta in totale ad avere quattro diversi orari utilizzati, due dei quali con doppia denominazione (WET e CEST, CET ed EEST).

## Ora legale
Diversa è la legislazione sull'ora legale, che è imposta in maniera unica dall'Unione europea dal 1996, durando da fine marzo a fine ottobre. Il parlamento Europeo, dopo un sondaggio consultivo via internet tenutosi a livello europeo nel 2018, ha preso atto della volontà della maggioranza a favore dell'abolizione del cambio ora solare-legale due volte l'anno. La Commissione europea sancì l'ultimo cambio d'ora nel 2019. La scelta di mantenere l'ora solare o l'ora legale sarebbe stata di competenza dei singoli Paesi e avrebbe dovuto essere presa entro la primavera 2019, per poi procedere all'ultimo cambio ora a marzo 2019, per quei paese che avessero scelto di mantenere l'ora legale, e a ottobre 2019 per gli altri che avessero optato invece per l'ora solare tutto l'anno.